# Mohamed Daramy
Mohamed Daramy, född 7 januari 2002 i Hvidovre, är en dansk fotbollsspelare som spelar förAjax. 
Daramy är född och uppvuxen i Danmark men har sierraleonskt pass då båda hans föräldrar är från Sierra Leone.

## Klubbkarriär
Den 22 augusti 2021 värvades Daramy av Ajax. Den 3 augusti 2022 blev han utlånad tillbaka till FC Köpenhamn på ett säsongslån.

## Landslagskarriär
Daramy debuterade för Danmarks landslag den 1 september 2021 i en VM-kvalmatch mot Skottland, där han blev inbytt i den 85:e minuten mot Andreas Skov Olsen.

## Meriter
FC Köpenhamn
- Superligaen: 2018/2019